# Xoanotrephus v-signatus
Xoanotrephus v-signatus is een keversoort uit de familie van de boktorren (Cerambycidae). De wetenschappelijke naam van de soort werd voor het eerst geldig gepubliceerd in 1989 door Hüdepohl.